# Leon VI Filozof
Leon VI Filozof (ur. 19 września 866 w Konstantynopol, zm. 11 maja 912 tamże) – cesarz Bizancjum z dynastii macedońskiej. Swój przydomek zawdzięczał upodobaniom do wygłaszania kazań w kościołach Konstantynopola.
Wstąpił na tron po swym ojcu Bazylim w 886 roku, rozpoczynając panowanie od usunięcia z patriarchatu Focjusza i mianowania na jego miejsce swego brata Stefana. Jego matką była Eudokia Ingerina (kochanka cesarza Michała III Metystesa, skąd niektórzy historycy to jemu przypisują ojcostwo).
Od 904 roku panował wspólnie z bratem Aleksandrem. Mimo podjęcia prób reorganizacji wojska bizantyjskiego i podniesienia jego sprawności bojowej poniósł szereg klęsk w wojnach z wdzierającymi się w granice państwa Bułgarami (894–896), Arabami (907). Po przegranej wojnie z Rusią Kijowską (911) zawarł traktat gwarantujący Rusinom swobodę handlu z Konstantynopolem. Polecił dokończenie bizantyjskiego kodeksu prawnego Opus Basilicon (uaktualnienie ustaw z kodeksu Justyniana), który przetrwał do upadku Konstantynopola w 1453 roku. Autor prac z zakresu taktyki wojskowej i teologii.

## Rodzina
Pierwszą żonę wybrała mu matka i została nią Teofano Martinakios, córka Martinacusa – bizantyńskiego możnowładcy. Leon został zmuszony do poślubienia jej w 886. Bizantyńczycy kochali cesarzową, ale Leon nie był z nią szczęśliwy. Miał z nią jedynie córkę (po której śmierci Teofano udała się do klasztoru i tam zmarła):
- Eudokię (888–892).

W 898, Leon poślubił swoją kochankę Zoe Zoutzes, córkę swojego doradcy Stylianosa Zaoutzesa. Zoe także urodziła Leonowi córkę i zmarła w 899 na malarię:
- Annę (898–914?).

W 900 Leon ożenił się z Eudokią Bajaną. W kwietniu 901 jego trzecia zmarła w połogu. Ich syn:
- Bazyli, zmarł wkrótce po matce.

Leon nie ożenił się po raz czwarty, ale wziął sobie kochankę – Zoe Karbonopsinę. Ta najpierw urodziła dwie córki, a następnie syna:
- Annę (ur. 903),
- Helenę (ur. 904).
- Konstantyna VII Porfirogeneta, cesarza po śmierci Aleksandra.